# Oceanospirillales
Oceanospirillales é uma ordem de Proteobacteria, com sete famílias. A maioria das espécies desta ordem é halotolerante ou halófila.
Uma estirpe de Oceanospirillales é um endossimbionte de poliquetas do género Osedax. Não estão presentes nos oócitos de Osedax, portanto são adquiridas mais tarde.